# Alfredo V. Bonfil (San Fernando)
Alfredo V. Bonfil es una localidad situada en el municipio de San Fernando, Tamaulipas (México). Según el censo de 2020 del INEGI, la localidad tenía un total de 1,042 habitantes. 

## Localización
La localidad de Alfredo V. bonfil se localiza en las coordenadas geográficas, 25°12′20″N 97°56′34″O / 25.20556, -97.94278, está a una altura media de 15 m s. n. m. Está ubicada en el municipio de San Fernando, en el estado de Tamaulipas. Está a 43 km al noreste de San Fernando y a 140 km al sureste de Reynosa.